# Orde van Sint-Andreas de Eerstgeroepene (Russische Federatie)

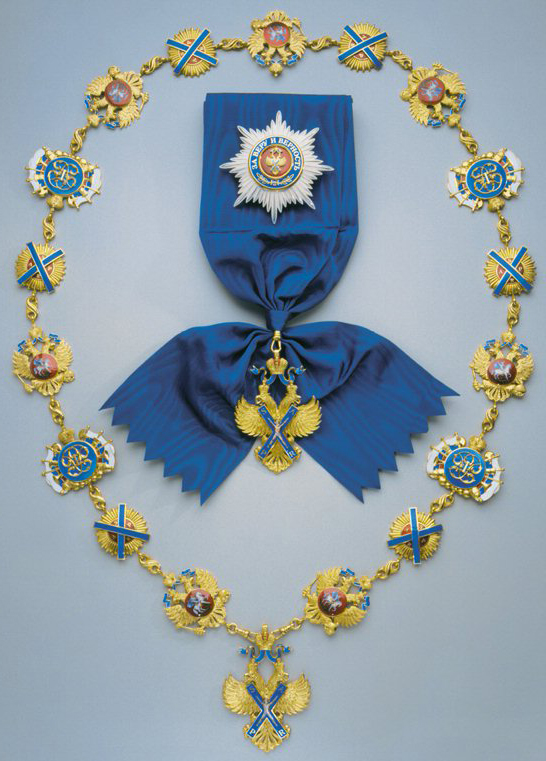
Moderne versierselen

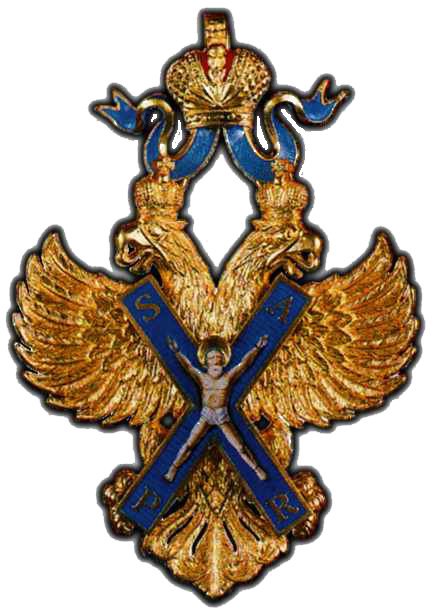
Kleinood

De Orde van Sint-Andreas de Eerstgeroepene (Russisch: Орден Святого апостола Андрея Первозванного; Orden Svjatogo Apostola Andreja Pervozvannogo) werd op 1 juli 1998 door Boris Jeltsin bij presidentieel decreet ingesteld. Zij geldt als een herstel van de in 1917 afgeschafte keizerlijke Orde van Sint-Andreas de Eerstgeroepene. "Protocletos" betekent de "eerstgeroepene". 1 juli 1998 was de tachtigste verjaardag van de ontbinding van de Russische ridderorden door Vladimir Lenin en de Sovjets.
Deze hoogste civiele en militaire orde van de Russische Federatie heeft één enkele graad en wordt verleend voor grote verdienste voor het "vermeerderen van de Russische welvaart en glorie". Tot de in het eerste jaar gedecoreerden behoren:
- Michail Kalasjnikov, werktuigkundige
- Noersoeltan Nazarbajev, president
- Dmitri Lichatsjov, filoloog

Nobelprijswinnaar Aleksandr Solzjenitsyn sloeg deze eer af.
Later volgden:
- Aleksandr Lebed, politicus
- Joeri Loezjkov, burgemeester van Moskou
- Sergej Bondartsjoek, acteur en regisseur
- Alexius II van Moskou, patriarch
- V. Sjoemakov, chirurg
- B. Petrovski, chirurg
- F. Alieva, journaliste
- R. Gamzatov, Dagestaans dichter
- Heider Aliev, president van Azerbeidzjan
- Daniil Granin, schrijver
- Michail Gorbatsjov, oud-president

De gedecoreerden mogen zich geen "ridder" in deze orde noemen. De statuten noemen haar ook geen ridderorde. Er is niet in een gemeenschap van ridders, maar in een collegiale of hiërarchieke structuur voorzien. De moderne orde heeft dan ook geen kapittel of grootmeester. Organisatorisch is de orde sinds 2001 verbonden aan de "Stichting voor de Nationale Glorie van Rusland". Sinds die dag wordt de ster van de orde met diamanten versierd.
Het kleinood, de adelaar, wordt aan een keten gedragen. De Russische Federatie laat, ook al is ze een republiek, de kroon niet weg. Op de linkerborst wordt een ster gespeld, nu met een afbeelding van het kleinood op een rode achtergrond. De adelaars waren voor de revolutie zwart, maar zijn tegenwoordig van goud. De afbeelding van de gekruisigde Andreas is op de ster vervangen door een gouden adelaar op een rood medaillon.
Het blauwe grootlint is tegenwoordig iets donkerder dan het in de tijd van de tsaren gedragen lint.